# Walid Sabbar
Walid Sabbar (en arabe : وليد صبار), né le 25 février 1996 à Casablanca au Maroc, est un footballeur marocain. Il évolue au poste de milieu de terrain au Raja Club Athletic

## Palmarès
| Raja Club Athletic - Coupe nord-africaine des clubs champions - Vainqueur 2015 - Coupe du Trône (1) : - en 2016-17 - Finaliste en 2022. Championnat d'Afrique des nations (CHAN) en 2020 Maroc -20 ans - Tournoi de Toulon (1) : - Finaliste : 2015. |